# زاهر الجيزاني

## زاهر الجيزاني
- هو أحد أبرز أسماء جيل السبعينيات الشعريّ العراقيّ إلى جانب خزعل الماجدي و رعد عبد القادر و سلام كاظم و كمال سبتي و شاكر لعيبي و هاشم شفيق .
- من بين شعراء أثروا تأثيراً كبيراً على المشهد الشعريّ برمته و تحديدا بعد تحوله إلى قصيدة النثر في الثمانينات .
- عمل في مجلتي الأقلام والطليعة الأدبيّة ونشر في الصفحات الثقافيّة العراقيّة و العربية .
- غادر وطنه عام 1993 وقد أقام في شمال العراق لمدة عامين ومن ثمّ انتقل إلى سوريا لينتقل منها عام 1997 إلى الولايات المتحدة الأميركية حيث يقيم الآن.

## إصداراته
صدرت له:
1. ( تعالي نذهب إلى البرية) شعر/ 1977،
2. ( من أجل توضيح التباس القصد ) شعر / 1980،
3. ( أنطولوجيا الشعر العراقيّ) ،
4. (الموجة الجديدة 1986 )،
5. ( الأب في مسائه الشخصيّ) شعر / 1989 بغداد،
6. (مختارات من الأعمال الكاملة )1996 / وزارة الثقافة السوريّة،
7. ( الحداثة والشعريّة ) دراسة نقديّة 1996،
8. وطبعة ثانية من (الأب في مسائه الشخصيّ) القاهرة عام 2010،
9. وله العديد من المخطوطات التي تنتظر الصدور.

## مقتطفات من شعره
مقتطفات من ديوان ألاب في مسائه الشخصي
وجه وديان
.. إلهي
أعني.. على وجهها كي أراه
أعني.. أرتب ضحكتها
وانتقالات أقدامها
واتكاء يديها.. على حائط البيت
أو تلتوي قدماها وتسقط
أو تبتدئ في البكاء
إله السماء البعيدة
يا صانع النور والطين والماء
ويا فاتحا بابه للدعاء
ويا مانحا سر قوته لقلوب سواه
أعني.. على وجهها.. كي أراه